# Toro (Zamora)
Toro és una localitat al nord-oest de la península Ibèrica que pertany a la província de Zamora, a Espanya.
Pels peus de la ciutat hi passa el riu Duero, el qual es pot veure des del mirador de la vila. Destaca per la seva producció vinícola que, a causa de la bona qualitat del producte, des de fa anys mereix la Denominació d'Origen Toro.

## Demografia
Segons dades de l'INE la ciutat té una població de 9.466 habitants (1 de gener de 2005).
| 1991 | 1996 | 2001 | 2004 |
| ---- | ---- | ---- | ---- |
| 9254 | 9821 | 9282 | 9396 |

## Festes tradicionals
- Carnavals: Declarada d'interès turístic regional (febrer-març).
- Setmana Santa.
- Romeria del Cristo de las Batallas (maig).
- Fira de l'All de Toro (juny).
- Fires i Festes de Sant Agustí (28 d'agost).
- Verge del Cant: (8 de setembre).
- Festa de la verema (12 d'octubre).

## Història
Abans de la invasió dels romans de la península, aquesta ciutat era coneguda pels fenicis pel nom d'Arbucala. A Toro hi ha restes de la muralla que protegia la ciutat, un pont del segle xv, la Col·legiata de Santa Maria la Major del segle xii (que compta amb el Pòrtic de la Majestat),  romànica i  gòtica; l'església de Sant Salvador i Sant Llorenç, les restes de Sant Pere del Olmo i Santa Maria de la Vega d'origen mudèjar, l'arc del rellotge del segle xviii, el monestir del Sancti-Spiritus, etc. Durant dècades i fins al segle xix donava nom a la província a la qual pertanyia.

## Administració
| Període      | Nom de l'alcalde/-essa    | Partit polític | Data de possessió |
| ------------ | ------------------------- | -------------- | ----------------- |
| 1979 - 1983  | Ignacio Ortiz             | UCD            | 19/04/1979        |
| 1983 - 1987  |                           |                | 28/05/1983        |
| 1987 - 1991  |                           |                | 30/06/1987        |
| 1991 - 1995  | Agustín Asensio           | PSOE           | 15/06/1991        |
| 1995 - 1999  | Agustín Asensio           | PSOE           | 17/06/1995        |
| 1999 - 2003  | Jesús Andrés Sedano Pérez | PP             | 03/07/1999        |
| 2003 - 2007  | Jesús Andrés Sedano Pérez | PP             | 14/06/2003        |
| 2007 - 2011  | Jesús Andrés Sedano Pérez | PP             | 16/06/2007        |
| 2011 - 2015  | n/d                       | n/d            | 11/06/2011        |
| 2015 - 2019  | n/d                       | n/d            | 13/06/2015        |
| 2019 - 2023  | n/d                       | n/d            | 15/06/2019        |
| Des del 2023 | n/d                       | n/d            | 17/06/2023        |